# Francisco Freire de Andrade

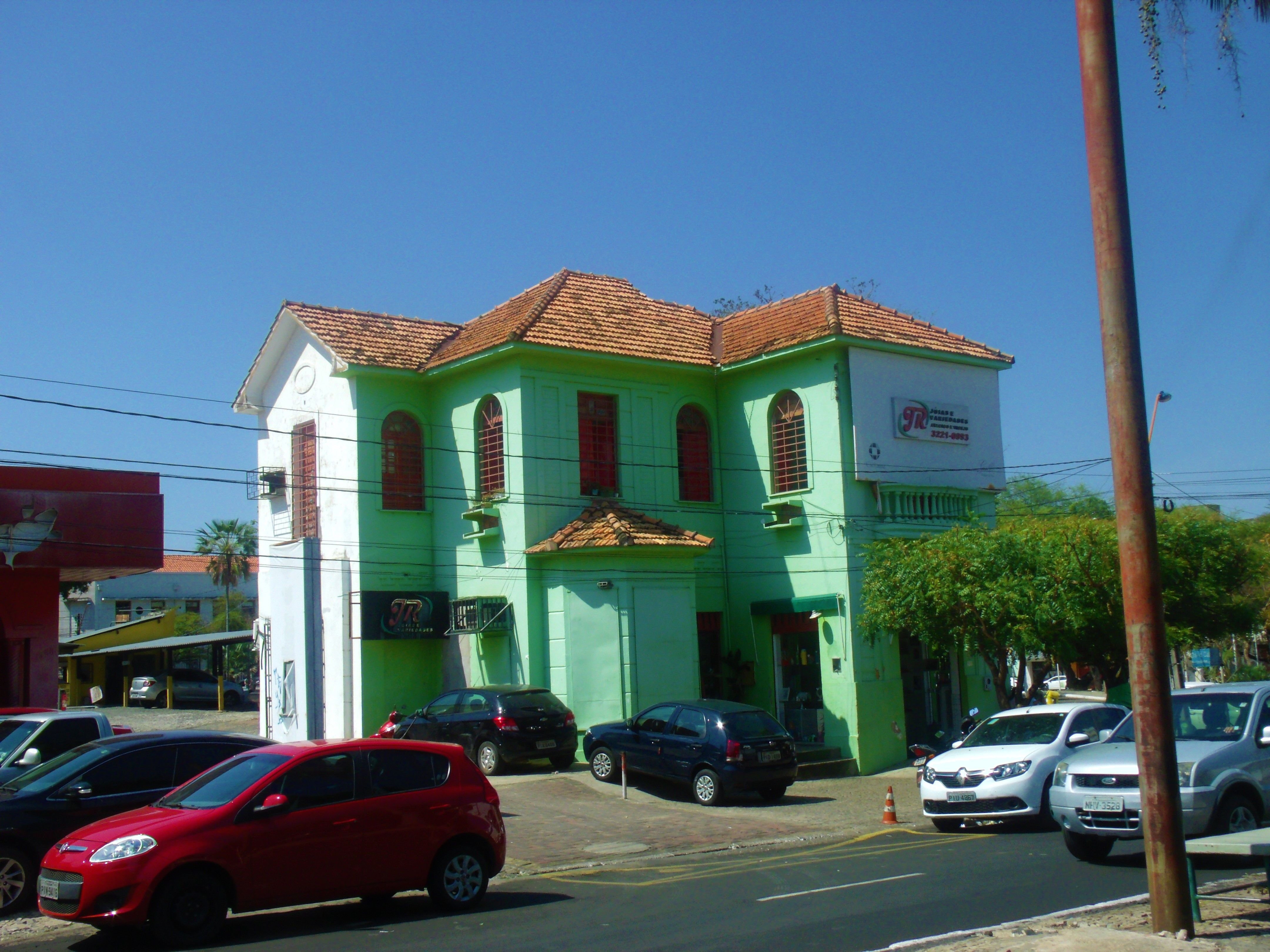
Casa de Freire de Andrade, em Teresina. Hospedou Getúlio Vargas quando este veio ao Piauí.

Francisco Freire de Andrade (Teresina, 21 de setembro de 1888 — Rio de Janeiro 1969) foi um político brasileiro. Exerceu o mandato de deputado federal constituinte pelo Piauí em 1934.

## Biografia
Filho do padeiro Vitalino Freire de Andrade e da dona de casa Luísa Freire de Andrade, em  1906 ingressa na Faculdade de Medicina da Bahia, concluindo o curso em 1911, após defender a tese Do valor do sanatório na cura da tuberculose. Fez parte da equipe de combate à epidemia de varíola na vila baiana de Periperi e também integrou as tropas do Exército que combateram a Coluna Prestes em 1926 na Bahia. 
Também foi presidente do Conselho Municipal de Teresina e professor de matemática da Escola Normal do Piauí, atual Instituto Antonino Freire, e do Liceu Piauiense.
Foi médico do Exército do Brasil em 1926.